# Jean Stapleton
Jean Stapleton (Manhattan, 1923. január 19. – New York, 2013. május 31.) kétszeres Golden Globe- és háromszoros Primetime Emmy-díjas amerikai színésznő.

## Élete
Stapleton karrierjét az 1950-es és 1960-as években kezdte Broadway színésznőként.
1957-ben férjhez ment William Putchhoz, akitől két gyermeke született. Putch 1983-ban halt meg.

## Filmjei

### Mozi
| Év   | Magyar cím                       | Eredeti cím                           | Szerep              | Megjegyzések                         |
| ---- | -------------------------------- | ------------------------------------- | ------------------- | ------------------------------------ |
| 1958 |                                  | Damn Yankees                          | Sister Miller       | Film debut; recreating Broadway role |
| 1960 |                                  | Bells Are Ringing                     | Sue                 |                                      |
| 1961 |                                  | Something Wild                        | Shirley Johnson     |                                      |
| 1967 |                                  | Up the Down Staircase                 | Sadie Finch         |                                      |
| 1971 |                                  | Cold Turkey                           | Mrs. Wappler        |                                      |
| 1971 |                                  | Klute                                 | Goldfarb titkárnője |                                      |
| 1984 |                                  | The Buddy System                      | Mrs. Price          |                                      |
| 1993 | A per                            | The Trial                             | Landlady            | Uncredited                           |
| 1996 |                                  | Michael                               | Pansy Milbank       |                                      |
| 1998 | Pocahontas 2. – Vár egy új világ | Pocahontas II: Journey to a New World | Mrs. Jenkins (hang) | Direct-to-video                      |
| 1998 | A szerelem hálójában             | You've Got Mail                       | Birdie Conrad       |                                      |
| 2001 |                                  | Pursuit of Happiness                  | Lorraine            | Final film role                      |

### TV-Filmjei
| Év        | Magyar cím         | Eredeti cím                                                      | Szerep                   | Megjegyzések                                              |
| --------- | ------------------ | ---------------------------------------------------------------- | ------------------------ | --------------------------------------------------------- |
| 1951      |                    | Starlight Theatre                                                | Woman                    | epizód: "The Come-Back"                                   |
| 1952      |                    | Robert Montgomery Presents                                       |                          | epizód: "Storm"                                           |
| 1953      |                    | Lux Video Theatre                                                | Teacher                  | epizód: "A Time for Heroes"                               |
| 1954-1956 |                    | Omnibus                                                          |                          | 2 epizód                                                  |
| 1954      |                    | Woman with a Past                                                | Gwen                     | TV series                                                 |
| 1955      |                    | Repertory Theatre                                                | Bus Girl                 | epizód: "A Business Proposition"                          |
| 1960      |                    | The Robert Herridge Theater                                      |                          | epizód: "The End of the Beginning"                        |
| 1961-1963 |                    | Naked City                                                       | Various                  | 3 epizód                                                  |
| 1961      |                    | Dr. Kildare                                                      | Nurse Whitney            | epizód: "The Patient"                                     |
| 1962      |                    | Dennis the Menace                                                | Mrs. Flora Davis         | epizód: "Mr. Wilson's Housekeeper"                        |
| 1962      |                    | The Nurses                                                       | Mrs. Montgomery          | epizód: "The Barbara Bowers Story"                        |
| 1962      |                    | Jackie Gleason: American Scene Magazine                          | Nagging Wife             | epizód: #1.5                                              |
| 1962      |                    | The Defenders                                                    | Mrs. Larsen              | epizód: "The Hidden Jungle"                               |
| 1962      |                    | Car 54, Where Are You?                                           | Mrs. Duggan (uncredited) | epizód: "Je T'Adore Muldoon"                              |
| 1963      |                    | The Eleventh Hour                                                | Rosa Criley              | epizód: "The Bride Wore Pink"                             |
| 1963      |                    | Route 66                                                         | Mrs. Snyder              | epizód: "93 Percent in Smiling"                           |
| 1964      |                    | My Three Sons                                                    | Molly Dunbar             | epizód: "The People's House"                              |
| 1965      |                    | The Patty Duke Show                                              | Mrs. Pollack             | epizód: "The Raffle"                                      |
| 1971-1979 |                    | All in the Family                                                | Edith Bunker             | 205 epizód                                                |
| 1973      |                    | Acts of Love and Other Comedies                                  | Gina's Mother            | televíziós film                                           |
| 1977      |                    | Tail Gunner Joe                                                  | Mrs. DeCamp              | televíziós film                                           |
| 1978      | Breki és a többiek | The Muppet Show                                                  | önmaga                   | 1 epizód                                                  |
| 1979      |                    | You Can't Take it With You                                       | Penny Sycamore           | televíziós film                                           |
| 1979      |                    | Aunt Mary                                                        | Mary Dobkin              | televíziós film                                           |
| 1979      |                    | Archie Bunker's Place                                            | Edith Bunker             | 5 epizód                                                  |
| 1981      |                    | Angel Dusted                                                     | Betty Eaton              | televíziós film                                           |
| 1981      |                    | Captain Kangaroo                                                 | Freddie anyja            | epizód: "The Captain Kangaroo's 25th Anniversary Special" |
| 1981      |                    | Isabel's Choice                                                  | Isabel Cooper            | televíziós film                                           |
| 1982      |                    | Eleanor, First Lady of the World                                 | Eleanor Roosevelt        | televíziós film                                           |
| 1982      |                    | Something's Afoot                                                | Miss Tweed               | televíziós film                                           |
| 1983-1985 |                    | Faerie Tale Theatre                                              | Various                  | 2 epizód                                                  |
| 1984      |                    | A Matter of Sex                                                  | Irene                    | televíziós film                                           |
| 1984      |                    | Scarecrow and Mrs. King                                          | Lady Emily Farnsworth    | 2 epizód                                                  |
| 1985      |                    | Great Performances                                               | Helen                    | epizód: "Grown-Ups"                                       |
| 1986      |                    | Dead Man's Folly                                                 | Ariadne Oliver           | televíziós film                                           |
| 1986      |                    | The Love Boat                                                    | Helen Branigan           | 2 epizód                                                  |
| 1987      |                    | Tender Places                                                    | Sam                      | televíziós film                                           |
| 1989      |                    | Trying Times                                                     | Edna                     | epizód: "The Boss"                                        |
| 1990      |                    | The American Playwrights Theater: The One Acts                   | Helen                    | epizód: "Let Me Hear You Whisper"                         |
| 1990      |                    | Mother Goose Rock 'n' Rhyme                                      | Mother Goose             | televíziós film                                           |
| 1990-1991 |                    | Bagdad Cafe                                                      | Jasmine Zweibel          | 15 epizód                                                 |
| 1991      |                    | Fire in the Dark                                                 | Henny                    | televíziós film                                           |
| 1992      |                    | Shelley Duvall's Bedtime Stories                                 | Narrátor (hang)          | epizód: "Elizabeth and Larry/Bill and Pete"               |
| 1992      |                    | The Habitation of Dragons                                        | Lenora Tolliver          | televíziós film                                           |
| 1992      |                    | The Ray Bradbury Theater                                         | Grandma                  | epizód: "Fee Fie Foe Fum"                                 |
| 1993      |                    | General Motors Playwrights Theater                               | Emilie                   | epizód: "The Parallax Garden"                             |
| 1993      |                    | Ghost Mom                                                        | Mildred                  | televíziós film                                           |
| 1994      |                    | Mrs. Piggle-Wiggle                                               | Mrs. Piggle-Wiggle       | 5 epizód                                                  |
| 1994      |                    | Grace Under Fire                                                 | Aunt Vivian              | epizód: "The Road to Paris, Texas"                        |
| 1995      |                    | Caroline in the City                                             | Aunt Mary Kosky          | epizód: "Caroline and the Opera"                          |
| 1996      |                    | Murphy Brown                                                     | Nana Silverberg          | epizód: "All in the Family"                               |
| 1996      |                    | Lily Dale                                                        | Mrs. Coons               | televíziós film                                           |
| 1996      |                    | Everybody Loves Raymond                                          | Aunt Alda                | epizód: "I Wish I Were Gus"                               |
| 1996      |                    | Beakman's World                                                  | Beakman anyja            | epizód: "Elephants, Beakmania and X-Rays"                 |
| 1996      |                    | 1914-1918                                                        | Edith Wilson (hang)      | TV miniseries documentary: "War Without End"              |
| 1998      |                    | Style & Substance                                                | Gloria                   | epizód: "A Recipe for Disaster"                           |
| 1998      |                    | Chance of a Lifetime                                             | Mrs. Dunbar              | televíziós film                                           |
| 2000      | Angyali érintés    | Touched by an Angel                                              | Emma                     | epizód: "Mother's Day"                                    |
| 2000      |                    | Baby                                                             | Byrd                     | televíziós film                                           |
| 2001      |                    | Like Mother Like Son: The Strange Story of Sante and Kenny Kimes | Irene Silverman          | televíziós film Final acting role                         |

## Fordítás
- Ez a szócikk részben vagy egészben  a   Jean Stapleton című angol Wikipédia-szócikk fordításán alapul.  Az eredeti cikk szerkesztőit annak laptörténete sorolja fel. Ez a jelzés csupán a megfogalmazás eredetét és a szerzői jogokat jelzi, nem szolgál a cikkben szereplő információk forrásmegjelöléseként.